# Tonie Marshall
Tonie Marshall (Neuilly-sur-Seine, 29 de noviembre de 1951-12 de marzo de 2020) fue una actriz, directora de cine y guionista franco-estadounidense.

## Carrera
Después de actuar en las películas de Jacques Demy L'Événement le plus important depuis que l'homme a marché sur la Lune y La Naissance du Jour, Marshall reconoció la influencia del director en su dirección en el sentido de crear atmósferas fantasiosas y centrar su narrativa en la figura de la mujer. En su película más notable, Vénus Beauté (Institut), Marshall tocó el tema de encontrar el amor desde una perspectiva femenina, y cómo puede ser fundamentalmente más difícil debido a la forma en que se aleja de la dinámica tradicional del noviazgo. Ella explica cómo "en un sentido práctico, es complicado entregarse en una relación amorosa con un hombre y al mismo tiempo tener que seguir trabajando para poder sobrevivir". Así expresa detalladamente las vulnerabilidades a las que son sometidas las mujeres cuando se comprometen fuertemente en sus relaciones, como lo hizo Demy en gran parte de su trabajo, como en Les parapluies de Cherbourg y Les demoiselles de Rochefort, películas que ilustran claramente este concepto.
En 1994, su película Pas très catholique fue exhibida en el 44 ° Festival Internacional de Cine de Berlín. Su película de 1999 Vénus Beauté (Institut) ganó el Premio César a la Mejor Película y a la Mejor Dirección, lo que la convirtió en la única realizadora en ganar un César (a fecha de 2019). En 2002, su película Au plus près du paradis fue nominada al León de Oro como mejor película en el Festival de Cine de Venecia.
Marshall era hija del actor y director estadounidense William Marshall y de la actriz francesa Micheline Presle, y hermana por parte de padre del actor Mike Marshall.

## Filmografía

### Como realizadora y guionista
- 1989 : Pentimento
- 1994 : Pas très catholique
- 1994 : 3000 scénarios contre un virus : cortometraje Avant... mais après
- 1996 : Enfants de salaud
- 1998 : Vénus beauté (institut)
- 2000 : Tontaine et Tonton
- 2002 : Au plus près du paradis
- 2003 : France Boutique
- 2005 : Les Falbalas de Jean-Paul Gaultier (documental)
- 2005 : Vénus et Apollon episodio Soin conjugal (serie TV)
- 2008 : Passe-passe
- 2009 : X Femmes : cortometraje Le Beau sexe
- 2014 : Tu veux ou tu veux pas
- 2017 : Numéro une